# 어떤이의 꿈
"어떤이의 꿈"은 2015년에 개봉한 대한민국의 영화이다.

## 캐스팅
- 김동완 : 동완 역
- 최필립 : 필립 역
- 후지이 미나 : 미나 역
- 신지훈 : 지훈 역
- 오세관 : 승범 역
- 이봉련 : 은실 역
- 조연희 : 한나 역
- 김도연 : 오렌지렌지매니저 역
- 이규회 : 대표 역
- 정태민 : 김 이사 역
- 진아름 : 면접녀 역
- 김동언 : 영화사면접관 1 역
- 류지훈 : 영화사면접관 2 역
- 김자홍 : 부동산직원 역
- 이금호 : 남자아르바이트생 역
- 김용 : 남자아르바이트생 역
- 정대용 : 남자아르바이트생 역
- 오렌지 렌지 (특별출연)
- 김재욱 : 미나 전남친 역 (특별출연)
- 구남과여라이딩스텔라 (특별출연)
- 리지 보든 (특별출연)
- 뱅엘 (특별출연)
- 장석원 : 담 넘어온 커플 역(특별출연)
- 김규아 : 담 넘어온 커플 역(특별출연)
- 소이 : 놀러온 뮤지션 역(특별출연)
- 나인 : 놀러온 뮤지션 역(특별출연)